# منطقة عمليات البحر الأدرياتيكي
المنطقة التشغيلية لمنطقة البحر الأدرياتيكي الساحلية ( (بالألمانية: Operationszone Adriatisches Küstenland)‏ اوزاك أو بالعامية: Operationszone Adria )؛ (بالإيطالية: Zona d'operazioni del Litorale adriatico)‏؛ (بالكرواتية: Operativna zona Jadransko primorje)‏؛ (بالسلوفينية: Operacijska zona Jadransko primorje)‏كانت منطقة ألمانية نازية على الساحل الأدرياتيكي الشمالي تم إنشاؤها خلال الحرب العالمية الثانية عام 1943. تشكلت من أراض كانت في السابق تحت السيطرة الإيطالية الفاشية حتى استولت عليها ألمانيا. وشملت أجزاء من الأراضي الإيطالية والسلوفينية والكرواتية الحالية. كانت المنطقة تدار كأرض متصلة، ولكن غير مدمجة، برايخسجاو كارنتن. كانت عاصمة المنطقة مدينة ترييستي.

## الخطط الألمانية للمنطقة

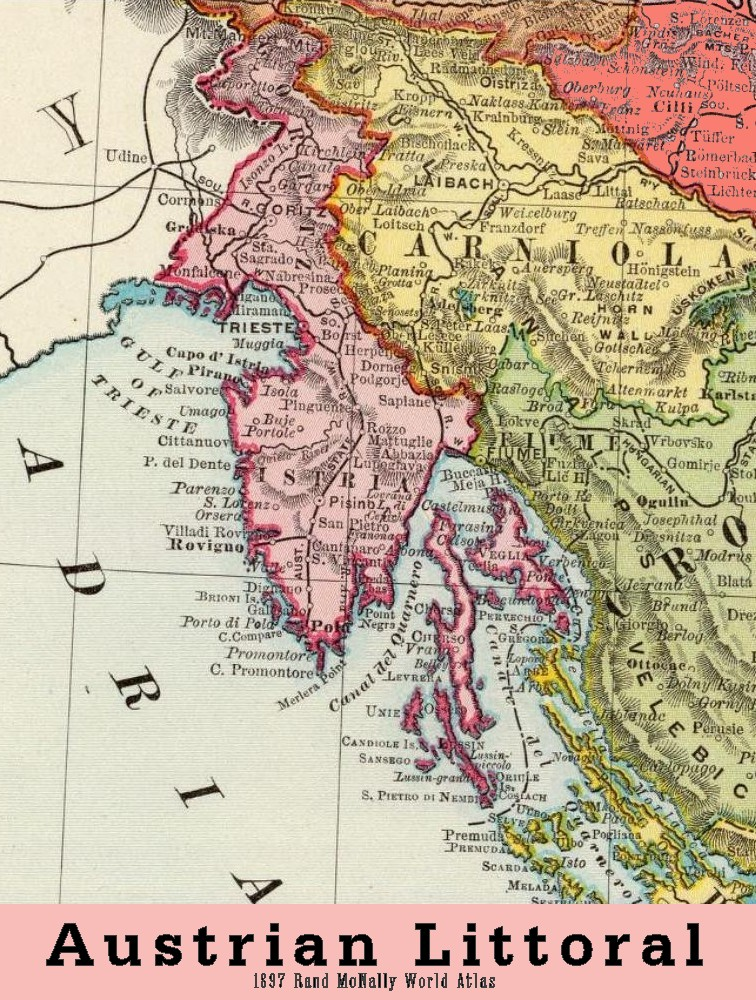
الساحل النمساوي، مع غوريزيا وإستريا باللون الوردي وكارنيولا باللون الأصفر

أعيد النظر في إعادة التعريف العرقي والسياسي لساحل البحر الأدرياتيكي خلال الحرب على المستوى النظري. في برقية أُرسلت في 9 سبتمبر 1943 إلى وزير الخارجية ريبنتروب، يقترح غولايتر راينر بإنشاء محميات الرايخ في المستقبل في غوريزيا وإستريا وكارنيولا، استنادًا إلى التقسيمات الفرعية للإمبراطورية النمساوية المجرية. ومع ذلك، فضلت سياسة الاحتلال الألمانية الأولية دمج المنطقة في رايخسجاو كارنتن. كان من المقرر استخدام التعقيد العرقي للمنطقة لتقليل التأثير الإيطالي إلى أدنى حد، وتعزيز التقسيم العرقي، وإدخال جروماندوم (القومية الألمانية) كقوة للإستقرار فيها. استندت هذه الاستراتيجية إلى فهم تاريخ ألمانيا في العصور الوسطى وملكية هابسبورغ، حيث كان يُنظر إلى اللوردات والنبلاء الألمان على التنمية الاقتصادية والإدارية في المنطقة. 